# Hållan
Hållan är en by i Offerdals distrikt (Offerdals socken) i Krokoms kommun, Jämtlands län. Byn är belägen mellan Önet och Söderåsen. 
Nära byn ligger Hålltjärnen där Offerdals landskommun tidigare bedrev simskola på somrarna. 

## Historia
Byn omtalas första gången år 1460 då ett böle som heter Hall j Afflodals sokin nämns. Byn, som från början kallas Hallen och senare Hållan, är gammal kuperad jordbruksbygd. Fram till 1960-talet fanns bl.a. en livsmedelsaffär i byn. 

## Kända personer med anknytning till Hållan
- Lapp-Nils, fiolspelman